# کالیفرنیوم(III) کلرید
کالیفرنیوم(III) کلرید یک ترکیب معدنی با فرمول شیمیایی CfCl3 است که در آن اتم کالیفرنیوم حالت اکسایش ۳+ دارد.

## آماده‌سازی
کالیفرنیوم(III) کلرید می‌تواند با واکنش کالیفرنیوم(III) اکسید با هیدروژن کلرید تهیه شود.
Cf2O3 + 6 HCl → 2 CfCl3 + 3 H2O

## خواص

### خواص شیمیایی
هنگام گرم کردن کالیفرنیوم(III) کلرید تا ۵۰۰ درجه سانتی‌گراد، می‌توان آن را هیدرولیز کرده و کالیفرنیوم اکسی‌کلرید تولید کرد.

### خواص فیزیکی
کالیفرنیوم(III) کلرید در آب حل شده و یون‌های +3 Cf و -Cl را ایجاد می‌کند. این نمک دارای رنگ سبز زمردی است. ساختار بلوری آن شش‌ضلعی است. این ترکیب به شدت پرتوزا است.